# Liza Del Sierra

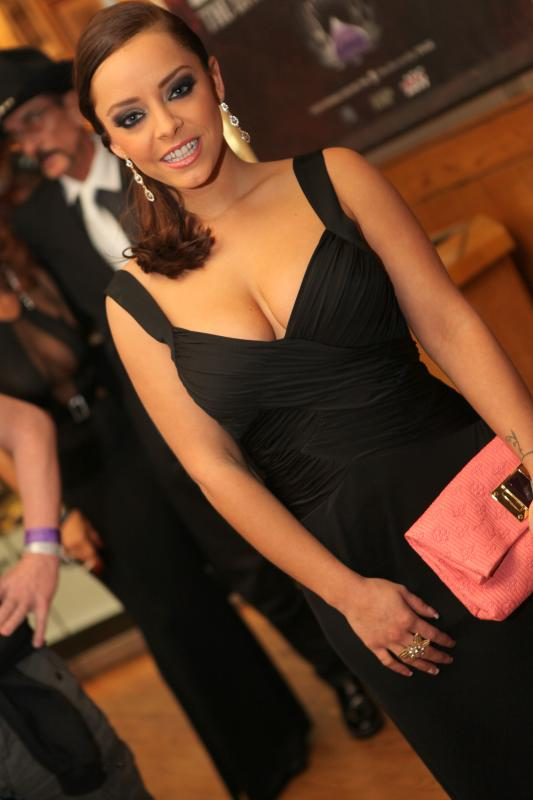
Liza Del Sierra bei den AVN Awards 2012

Liza Del Sierra (* 30. August 1985 als Émilie Delaunay in Pontoise, Département Val-d’Oise) ist eine französische Pornodarstellerin.

## Karriere
Liza Del Sierra begann im Jahre 2005 ihre Arbeitstätigkeit als Darstellerin in pornografischen Filmen in Frankreich und ist seit 2009/2010 auch in den USA tätig. Laut IAFD hat sie bis Mitte 2020 in rund 280 Filmen als Darstellerin mitgewirkt und in sieben Filmen Regie geführt. Sie drehte u. a. mit prominenten Pornodarstellern wie Marc Dorcel und Rocco Siffredi und hat in Filmproduktionen der kommerziell erfolgreichsten und bekanntesten Unternehmen der Branche wie Brazzers, Evil Angel Productions, Reality Kings und Digital Playground mitgewirkt.

## Filmografie (Auswahl)
- 2005: Two Sisters
- 2007: Piacere Claudia
- 2009: Private Specials 27: Fuck My Big Boobs
- 2011: Big Wet Asses 19
- 2011: POV Pervert 14
- 2011: POV Jugg Fuckers 4
- 2011: Battle of the Asses 4
- 2011: Swimsuit Calendar Girls 2011
- 2012: Suck It Dry 10
- 2012: Wasteland
- 2012: Tug Jobs 26
- 2013: 40 ans, la femme de mon voisin
- 2013: Pure MILF 4
- 2014: Austin Powers XXX: A Porn Parody
- 2019: 40 ans, Tentations d’une Femme Mariée

## Auszeichnungen und Nominierungen
Europäischer X Award:
- 2008: Prix du Jury
- 2009: Award d’honneur

Hot d’or:
- 2009: Nominierung als Meilleure Actrice Française

AVN Award:
- 2012: vier Nominierungen, darunter beste ausländische Darstellerin

XBIZ Award:
- 2013: Nominierung als beste ausländische Darstellerin